# Тішбе
Тішбе — це місто, згадане в Першій книзі Царів єврейської Біблії, 1 Царів 17:1, як місце проживання та, можливо, навіть місце народження пророка Іллі, відомого як Тішбіт. Біблійний текст містить його в історичному регіоні Ґілеад, який зараз знаходиться в західній частині сучасної Йорданії. Однак топонім може позначати інше місце, як обговорюється нижче.
Багато єврейських пророків представлені іменем свого батька, місцем свого первісного проживання або тим і іншим. Наприклад, Йона представлений як "Йона, син Аміттая… з Ґат-Хеферу ", [3] Єлисей представлений як "Єлисей, син Шафата, з Авель-Мехоли ", [4] Михей представлений як "Міхей Мораштієць " [5] і т. д. Ілля, у свою чергу, представлений як «Ілля Тішбіянин, з поселенців Ґілеаду». [6] Розглядаючи загальну схему того, як пророки вперше вводяться в тексті єврейської Біблії, здається, що цей уривок є простою заявою про походження Іллі.
Оскільки оригінальні єврейські слова для «тішбіт» (תִּשְׁבִּי ‎, tīšbī) і «поселенці» (תֹּשָׁבֵי ‎, tōšāḇē) вражаюче схожі, деякі вчені сумніваються, чи tīšbī насправді є демонімом для місця під назвою «Тішбе», чи це форма слова «поселенець», сполучена, щоб відповідати Іллі, таким чином читаючи «Ілля поселенець». ", а не «Ілля Тешбіянин». Слово tīšbī з'являється лише шість разів у єврейській Біблії, кожного разу в поєднанні з власним іменем Іллі, але жодного місця під назвою «Tishbe» не з'являється в усьому Танаху . Тому дискутується, чи вказує цей текст на те, що Ілля походив із місця під назвою Тішбе, чи він походив із поселенців у Ґілеаді. [7]
Можливі місця розташування
Тішбе в Ґілеаді
Тішбе: ймовірне місце розташування біля потоку Хорат, ототожнене тут із сучасним Ваді аль-Ябіс
1 Царів 17:1 вказує на те, що Ілля походив із Тішбе в Ґілеаді, історичного регіону, розташованого на схід від річки Йордан у сучасній Йорданії . Єврейський стародавній історик Йосип Флавій припускав, що Тішбе була в Ґілеаді. [8] Східна половина ізраїльського племені Манасії та, можливо, також племені Гада володіли Ґілеадом; тому Тішбе, ймовірно, знаходилося на території східної половини Манасії або, можливо, на території Гада . Згідно з Пфайфером і Восом, він розташований на території Манасії, неподалік відВаді, відомий з Біблії як Черіт, у сучасній Йорданії. [9]
Довгий час Тішбе вважалося історичним містом Лістіб в Гілеаді через його розташування та подібність між давньоєврейською назвою та арабською назвою «ель-Істіб», але Міжнародна стандартна біблійна енциклопедія 1915 року спростовує ідентифікацію. тому що Ель-Істіб був створений лише у візантійський період. [2] Руїни Лістіба розташовані за 13 кілометрів на північ від річки Джаббок у Ґілеаді, відомої арабською як річка Зарка, на захід від біблійного Маханаїму, [2] на невеликій відстані за північно-західною межею Аджлун у губернаторстві Аджлунна півночі Йорданії. Однак відомо, що Лістіб був незаселеним за часів Північного Ізраїльського царства . [10]
Тішбе в Нефталимі
Крім того, Тішбе може бути ідентичним до ще не знайденого «Тісбе», про яке згадується в Книзі Товіта (Товіт 1:2), яке було розташоване на захід від річки Йордан на території племені Нефталіма, «на південь від Кедеш Нефталі у Верхній Галілеї, над Ашером на захід і на північ від Фогора».